# Молоко Богородицы

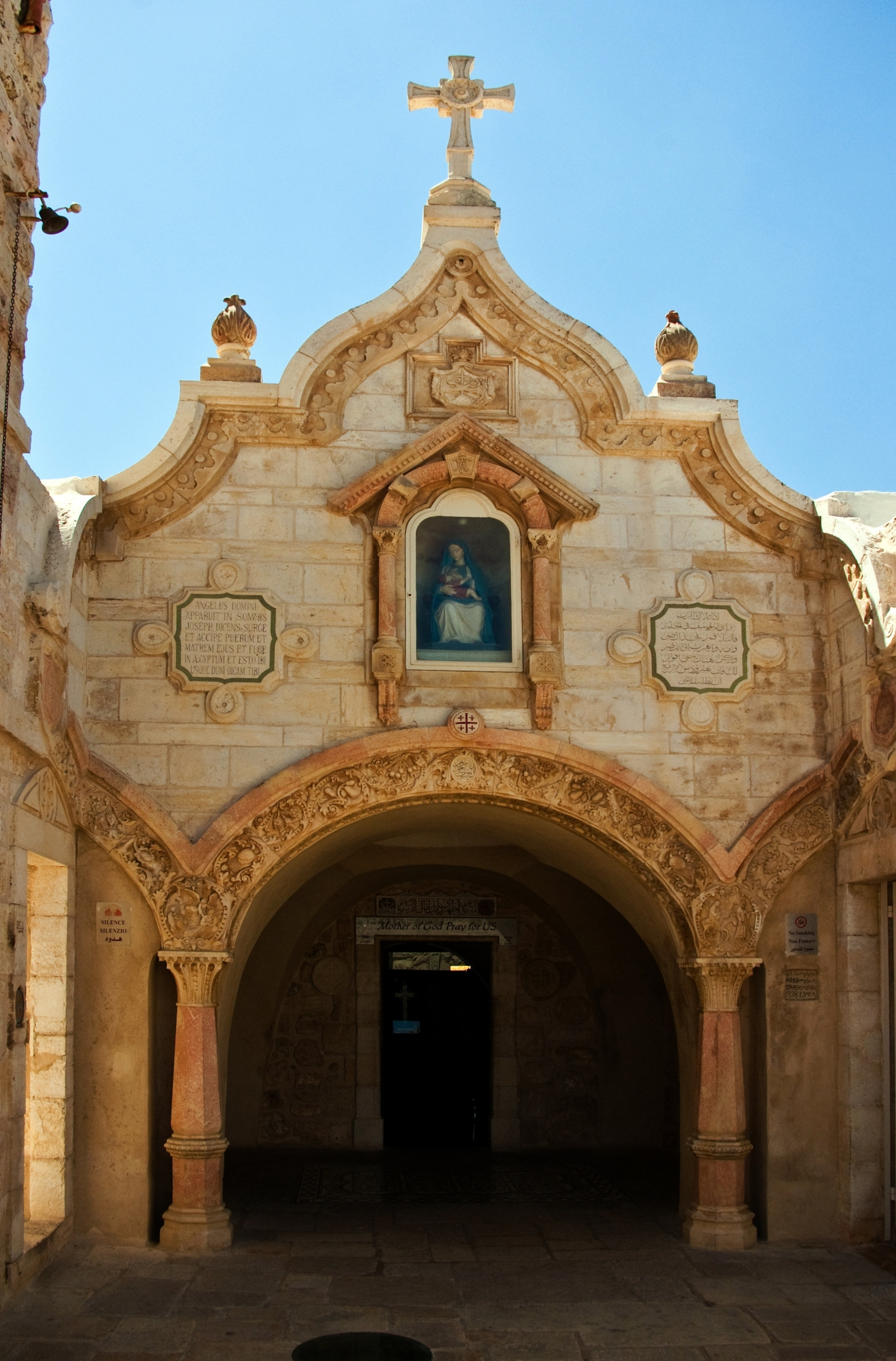
Молочная пещера в Вифлееме

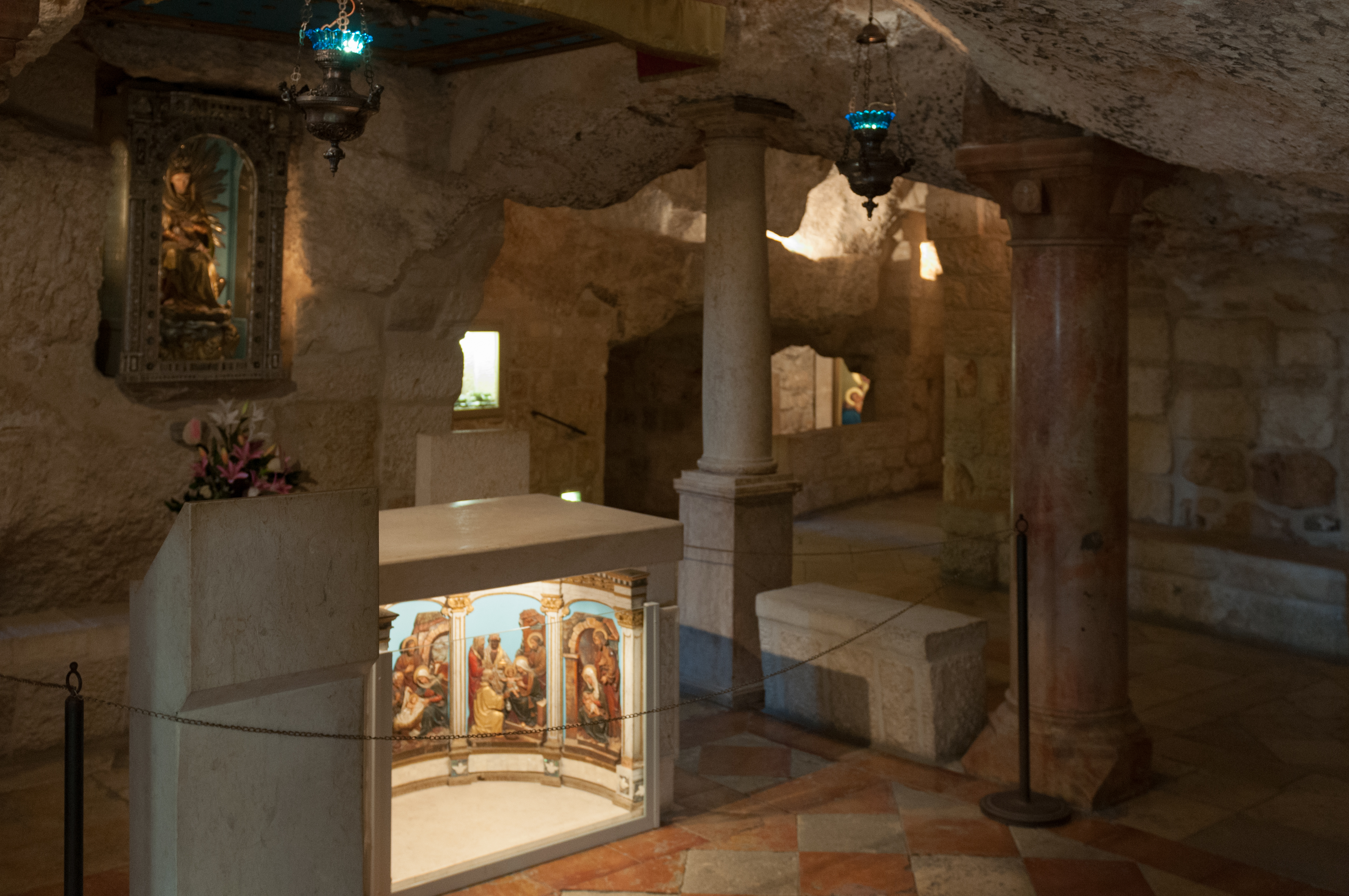
Молоко Богородицы 2016

Молоко́ Богоро́дицы или Млеко́ Богоро́дицы (церк.-слав. млеко̀ бцⷣы; греч. γάλα τῆς Θεοτόκου; лат. Virginis lactari) — христианская реликвия, широко распространëнная и являвшаяся объектом почитания и поклонения в храмах и монастырях, как в католицизме, так и в православии в Средние века.

## На Востоке
Никифор Каллист Ксанфопул в своей книге «Церковная история», написанной в XIV веке, описывает, что в Халкопратийской церкви Пояс Пресвятой Богородицы хранился вместе с молоком Богородицы. В «Сказании о святой горе Афонской» — описании афонских монастырей, составленном в Москве в 1560—1562 годах, — рассказывается о том, что в Лавре святого Афанасия хранились: волосы из бороды Иисуса Христа, млеко Богородицы, пелёнки Иисуса Христа, которыми Мария пеленала младенца Христа, кровь Иоанна Предтечи. В Грузии, где находится усыпальница Грузинских царей, в Гелатском монастыре в 1650 году хранились особо чтимый крест-мощевик, внутри которого были: молочный зуб Богородицы (когда ей было 7 лет), волосы Богородицы (когда она терзала их при Распятии Христа), и млеко Богородицы.
В Российской империи существовало следующее описание происхождения «молока Богородицы»: когда родился Христос в Вифлеемской пещере, то из сосков груди Девы Марии вытекло молоко на землю, и там, где оно вытекало, земля стала белая (молочного цвета), вскипела и стала как сыр. Каждый год в день Рождества Христова земля в этом месте кипит как ключ, сюда в этот день приходит Иерусалимский патриарх, совершает божественную литургию, собирает эту землю, разделяя её на части, а затем на каждой части этой земли на одной стороне делают изображение Девы Марии с Младенцем-Христом, а на другой — надпись: «Млеко Пречистыя Богородицы». После этого патриарх посылает «молоко Богородицы» как дар православным князьям и царям. В приложении к тексту Домостроя это изложено следующим образом:
В Ифлиемском ве[р]тепе, егда родися Избавитель всего мира Господь наш Иисус Христос от Пречистые Девы Мария Богородицы, и источися тогда млеко от Пречистыя сосец Ее на землю. И в том месте искипе земля млечная яко сыр. И по вся лета [в] день Рождества Христова кипит аки ключ, а над тем местом во святом олтаре святая Трапеза. И в день Рождества Христова приходит тут Иерусалимский Патриарх и, свершив тут во вертепе в храме том Рождества Христова Божественную службу, и емлет ту млечную землю со многим благоговением, и творит округлости ей, напечатают одну страну образ Пречистыя Богородицы с Превечным Младенцом, а з другую – подпись “Млеко Пречистые Богородицы”. И взимают и посылают православным Царем и князем и святителем и прочим правоверным людям на исцеление
Молоко Богородицы было достаточно чтимой реликвией, которая по статусу стояла после частицы Древа Креста Господня, её достаточно часто помещали в золотые кресты. Например, инокиня Марфа благословила своего внука царя Алексея золотым крестом, первое место в котором занимало Млеко Богородицы, и лишь за ним по значимости следовали шесть частиц мощей. Когда родился царь Алексей Михайлович, то его дед Патриарх Филарет, так же как его жена Ксения, благословил внука, но уже другим крестом, в котором находились частица древа Креста Господня, Млеко Богородицы и восемь мощей.
Против культа молока Богородицы был направлен Духовный Регламент 1721 года Петра I, в котором было сказано:
 О мощах святых, где какия явятся быть сумнительныя, розыскивать: много бо и о сем наплутано. На пример, предлагаются чуждыя некия: Святаго первомученика Стефана тело лежит и в Венеции на предградии, в монастыре Бенедиктинском, в церкви святаго Георгия, и в Риме в загородной церкви святаго Лаврентия; тако ж много гвоздей креста Господня, и много млека Пресвятыя Богородицы по Италии, и иных сим подобных без числа. Смотреть же, нет ли и у Нас такого безделия?

## На Западе
Среди католиков реликвия Virginis lactari имела очень широкое распространение. Жан Кальвин в своём сочинении 1543 года «Трактат о реликвиях» даже не стал перечислять все храмы и монастыри, где была выставлена на поклонение данная реликвия, он ограничился фразой о том, что молока Богородицы было столь великое количество, что Дева Мария должна была бы быть коровой. В отличие от Востока, где «молоко Богородицы» было представлено в сырообразной консистенции, на Западе «молоко Богородицы» выставлялось для поклонения в жидкой консистенции, его разливали по разным пузырькам и флаконам, после чего склянку с «молоком Богородицы» выставляли для почитания и поклонения. В каких храмах и монастырях Запада находились пузырьки с молоком Богородицы, подробно описано во втором томе книги 1821-22 годов «Критический словарь реликвий и чудотворных образов»; в числе таких мест де Планси называет Рим, Падую, Прованс, Тулон и т. д., все места автор также не стал перечислять, поскольку их было очень и очень много.

## Млечный вертеп
С молоком Богородицы связана Молочная пещера в Вифлееме. Согласно преданию, Святое семейство пряталось здесь от воинов царя Ирода во время избиения младенцев. Здесь Мария кормила Младенца молоком, капля которого упала на пол пещеры, и камни пещеры стали белыми. Местные жители собирают и используют это «молоко» как лекарство, считая его целебным и чудодейственным.